# Las rastreadoras
Las rastreadoras (Sinaloa, México, 2014) es un grupo de personas, mayoritariamente mujeres, que realizan la búsqueda de restos de personas desaparecidas en México. Esta actividad inició en el estado de Sinaloa cuando alrededor de 200 familiares de personas desaparecidas se internaron en terrenos baldíos y con herramientas básicas comenzaron a escarbar para encontrar cuerpos o restos humanos.

## Grupos

### Sinaloa
- Rastreadoras del Fuerte. Nombradas por Javier Valdez. El grupo está formado por 20 personas del equipo operativo y forman parte de un colectivo de más de un centenar de madres. Una de sus líderes es Mirna Nereyda quien creó la agrupación después de la desaparición de su hijo Roberto Corrales Medina, el 14 de julio de 2014,[4] ella comenta que:

Cuando desapareció Roberto pregunté a las autoridades dónde lo habían buscado, y me respondieron que ellos no buscaban, así que con mucho dolor y tristeza le prometí a mi hijo que yo lo encontraría.
Tienen un registro de 140 desaparecidos en los municipios de El Fuerte, Choix y Ahome, para finales de 2016 habían encontrado 28 cuerpos, seis identificados y entregados a sus familias.
- Sabuesos Guerreras. Creado en mayo de 2017, y se constituyen legalmente en octubre de 2017
- Voces Unidas por la Vida
- Una luz de esperanza
- Tesoros perdidos hasta encontrarlos.

## Documentales
- En noviembre de 2017 se realizó la presentación del documental Las Rastreadoras de Adrián González Robles, en el Segundo Festival de Cine Cie Proyecta.[7]
- En 2022, José María Espinosa de los Monteros realizó el documental Te nombré en el silencio, el cual fue nominado al Mejor Largometraje Documental y Mejor Ópera Prima en la 64.ª edición de los Premios Ariel.[8]